# Вёльнер, Иоганн Кристоф фон
Иоганн Кристоф фон Вёльнер (нем. Johann Christoph von Woellner; 19 мая 1732, Далльгов-Дёбериц, провинция Бранденбург, королевство Пруссия — 10 сентября 1800, Бесков) — прусский государственный деятель, министр юстиции и образования в период правления короля Фридриха Вильгельма II. Действительный член
Прусской академии наук. С его именем связано введение розенкрейцерства в России.

## Биография
Сын пастора. Изучал богословие в университете Галле, слушал лекции Александра Готлиба Баумгартена и Христиана фон Вольфа, которые оказали большое влияние на его мировоззрение.
В 1752 году окончил учёбу и устроился домашним учителем в богатую семью.
В 1754 году был рукоположен и получил место приходского священника, но скоро сложил с себя духовное звание и занялся сельским хозяйством.
Стал при этом ревностным масоном, приобретя вскоре в ордене значительное влияние. Принадлежал к числу самых близких лиц принца Фердинанда Брауншвейгского, великого мастера Великой национальной материнской ложи Три глобуса.
В 1765 г. Вёльнер примкнул к франкмасонскому союзу и, благодаря своей энергии и ораторскому таланту, вскоре достиг там высокого положения.
В 1782 году он познакомился с прусским принцем, которому в 1784—1786 гг. читал лекции по науке об управлении. Когда в 1786 г. тот взошёл на престол под именем Фридриха Вильгельма II, Вёльнер был возведён в дворянское достоинство (октябрь 1786), назначен тайным обер-финанцратом и начальником придворной строительной конторы, а в 1788 году — государственным министром юстиции и шефом департамента духовных дел.
Пользуясь большим личным влиянием на короля, он старался в особенности сосредоточить в своих руках управление духовными делами. В качестве министра, вопреки господствовавшим до тех пор в прусской государственной жизни принципам, он стремился стеснить религиозную свободу и положить конец так называемым просветительным тенденциям в церковной среде. Последствием его усилий было издание 9 июля 1788 г. религиозного эдикта (Religionsedikt), угрожавшего лишением должностей и еще более тяжкими наказаниями тем духовным лицам, которые отступали от символических книг своей церкви. Чтобы обеспечить применение этого эдикта, 19 декабря того же года был издан цензурный эдикт, и 14 мая 1791 г. последовал указ об учреждении «духовной экзаменационной комиссии».
Стремления Вёльнера встретили сильный отпор в среде духовенства, суда и даже высшей администрации; единственным их результатом было развитие лицемерия.
После смерти короля Фридриха Вильгельма II, Вёльнер был уволен без пенсии в 1798 г. в отставку, и с тех пор жил в своем имении, где и умер в 1800 г. не оставив потомства.